# Frederico Moojen
Frederico Augusto Pieruccini Moojen mais conhecido como Frederico Moojen ou ainda Fred (Balneário Camboriú, 25 de fevereiro de 1983), é um ex-futebolista e ex-jogador de futsal brasileiro que atuava como atacante.

## Título

### Prêmios individuais
- Artilheiro do Campeonato de Futsal de CONCACAF: 2016[1]
- Chuteira de Ouro: 2016[1]